# Palia Kalan
Palia Kalan is een stad en gemeente in het district Lakhimpur Kheri van de Indiase staat Uttar Pradesh. 

## Demografie
Volgens de Indiase volkstelling van 2001 wonen er 35.000 mensen in Palia Kalan, waarvan 53% mannelijk en 47% vrouwelijk is. De plaats heeft een alfabetiseringsgraad van 54%.